# Geschichte des Falken und der Raben
Die Geschichte des Falken und der Raben ist ein orientalisches Märchen aus den Geschichten aus Tausendundeiner Nacht. Sie ist als Schachtelgeschichte Teil der größeren Geschichte des Königs Kalad und seines Wesirs Schimas. In der Arabian Nights Encyclopedia wird sie als ANE 243 gelistet.
Die Geschichte ist eine Fabel über die Gefahr der Zwietracht und Spaltung und ihre Folgen für eine Gemeinschaft.

## Handlung
Einst lebten in einem weiten Tal, das reich an Früchten, Flüssen und Brunnen war, viele Vögel, die Gott am Tag und in der Nacht priesen. Die meisten dieser Vögel waren Raben, die in Friede und Sicherheit eines Anführers von ihnen lebten, der viel Milde und Güte zeigte und sie gegen die größten Raubvögel beschützte. Groß war die Trauer der Vögel, als ihr Anführer schließlich starb. Doch bei der Versammlung um einen Nachfolger zu wählen, zerstritten sie sich, bis die Obersten der Vögel übeereinkamen, dass alle Vögel einen Tag fasten und am folgenden Morgen bei Sonnenaufgang zu gleicher Zeit in die Höhe fliegen sollten: Wer dann am höchsten flöge, der sollte König werden. Dies geschah, und der Falke übertraf alle und wurde zum König gewählt. Doch schon bald nach seinem Regierungsantritt flog er jeden Tag mit einer Abteilung Vögel in eine Höhle, wo er sie tötete und ihre Augen und Gehirne fraß. Das Vogelvolk merkte bald, dass seine Zahl geringer wurde und beschwerte sich beim Falken, der nun seine ganze Tyrannei zeigt. Nun bereuten die Vögel, was sie getan, und sagten: »Wir wussten wohl, dass es uns nach dem Tod unseres ersten Königs schlecht gehen würde, aber wir verdienen es um so mehr, weil wir einen Fremden über uns gesetzt; mit Recht sagt das Sprichwort: ›Wer nicht von den Seinigen regiert sein will, der wird vom Feind tyrannisiert‹; nun bleibt uns nichts übrig, als uns zu zerstreuen und in fernen Gegenden einen Zufluchtsort zu suchen.«

## Hintergrund

### Textquellen
Auf die arabische Druckausgabe Kalkutta-II von Tausendundeine Nacht griffen Richard Francis Burton und Enno Littmann für ihre Sammlungen zurück.

### Interpretation
Nach Ansicht der Autoren der Arabian Nights Encyclopedia weist die Geschichte Ähnlichkeiten zu Die Frösche, die einen König haben wollen, aus Äsops Fabeln auf, in der ein Kranich zum König der Frösche ernannt wird und sie zu fressen beginnt.

## Ausgaben
- Gustav Weil: Tausend und eine Nacht - Arabische Erzählungen, Karl Müller Verlag, Erlangen 1984 (Erstausgabe 1839), Band 4, S. 15f. (Bulaq-I und Breslauer Ausgabe)
- Enno Littmann: Die Erzählungen aus den tausendundein Nächten, Karl Insel Verlag, Frankfurt 1968, Band 6, S. 34–36 (Kalkutta-II-Ausgabe)
- Wolfgang Schumann (Hrsg.): Die schönsten Erzählungen aus 1001 Nacht. Band 2.: Die Geschichte von Sindbad dem Seefahrer – Die Geschichte von den Raben und dem Falken – Die Geschichte von dem Hirten und dem Diebe. Nach dem arab. Urtext übertragen von Enno Littmann. Insel Verlag, Frankfurt a. M. 1960.